# Stazione di Cisano-Caprino Bergamasco

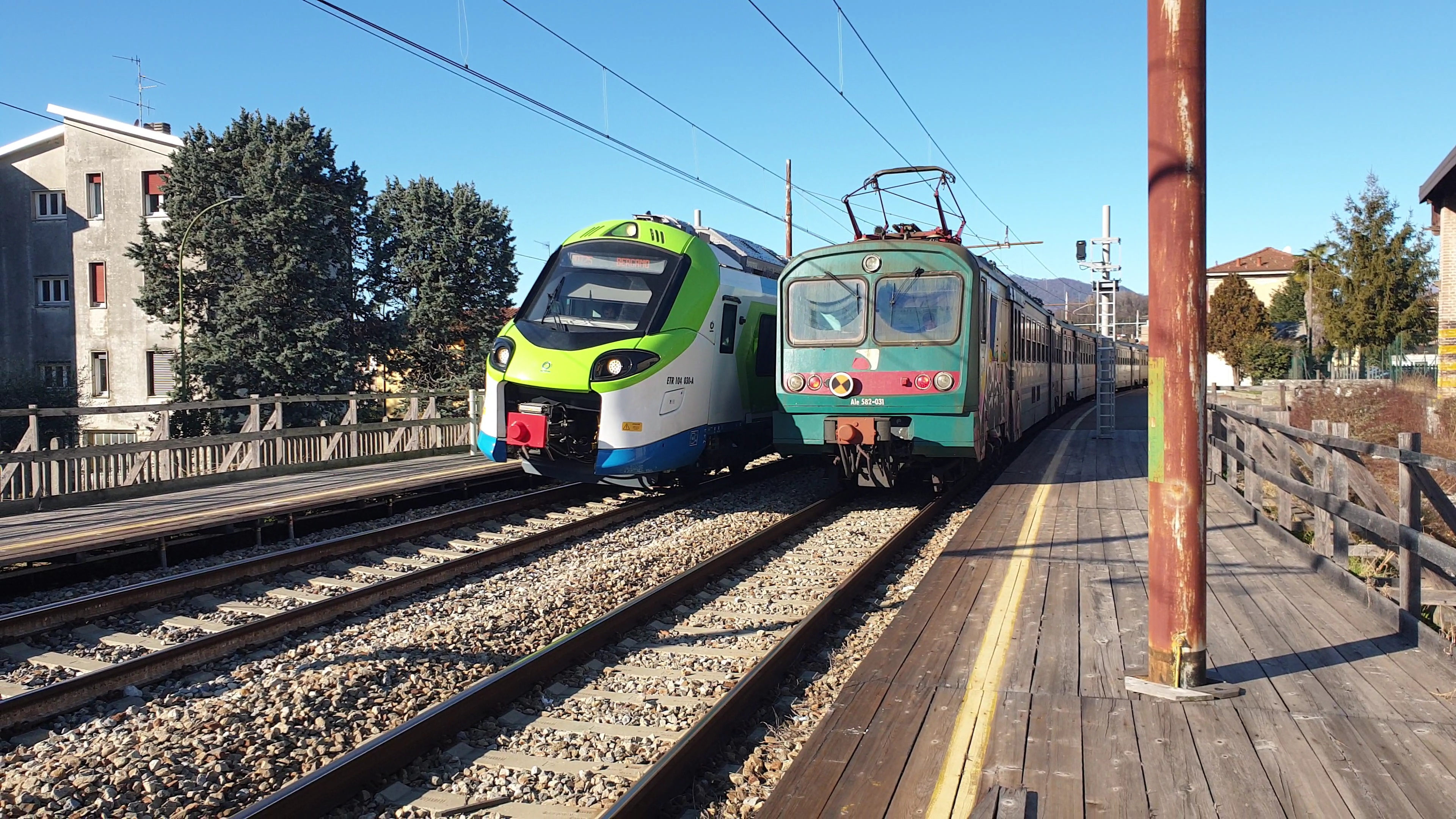
ETR 104 e Ale 582 in sosta sul piazzale della stazione

La stazione di Cisano-Caprino Bergamasco è una stazione ferroviaria posta sulla linea Lecco-Brescia.

## Storia
La stazione fu aperta nel 1863 al completamento della linea da Lecco a Bergamo.
Il fabbricato viaggiatori fu costruito nel 1881.

## Movimento
I treni in partenza da questa stazione hanno le seguenti destinazioni:
- Lecco
- Bergamo
- Verona Porta Nuova

## Servizi
La stazione dispone di:
- Sottopassaggio
- Annuncio sonoro arrivo e partenza treni
- Aree per l'attesa
- Accessibilità disabili